# Trgovački lanac
Trgovački lanac (eng. chain store) ime je za skup prodavaonica koje dijele isto ime i središnju upravu, i obično imaju standardizirane poslovne metode. Ovim se obilježjima također koriste i lanci restorana i ini poslovne lance koji se nalaze u uslužnoj industriji (ugostiteljstvu). U trgovini, u pripravljanju hrane, te u mnogim uslužnim industrijama, poslovni lanci vladaju tržištima u mnogim dijelovima svijeta. Trgovački lanci predstavljaju jednu vrstu franšize

## Hrvatska
U Hrvatskoj uz domaće trgovine posluje i veći broj stranih trgovačkih lanaca mješovite robe, najpoznatiji brendovi su (abecednim redom):
- Kaufland - njemački lanac trgovina

- Konzum - dio koncerna Agrokor, svojedobno u većinskom hrvatskome vlasništvu (obitelj Todorić)

- KTC - u vlasništvu Ivana Katavića iz Križevaca, zapošljava 1300 djelatnika, u 2016. godini ostvaren je promet od milijardu i 550 milijuna kuna.[1]

- Lidl - njemački lanac trgovina, od 2018. posluje u 93 prodavaonice u Hrvatskoj.[2]

- NTL

- Plodine

- SPAR - nizozemski lanac trgovina, koji svoje supermarkete u Hrvatskoj naziva Interspar, a manje samoposlužne trgovine - Spar (interno, Spar su supermarketi, a Interspar - hipermarketi). U Hrvatskoj je osim gradnje objekata ili kupovine poslovnih prostora 2014. godine preuzeo 20 filijala zagrebačkog maloprodajnog lanca Diona, te BILLU sredinom 2017. godine. Od 2018. u SPAR-u Hrvatska d.o.o. radi više od 4346 zaposlenika, te njegovu mrežu trgovina čini 88 Sparova i 21 Interspar.[3]

- Studenac - Trgovački lanac Studenac jedan je od vodećih maloprodajnih lanaca s više od 550 marketa i supermarketa. Tvrtka zapošljava više od 3000 djelatnika.[4]

- Tommy

### Trgovački lanci specijalizirane robe
- Bauhaus - prodaja građevinske robe i opreme, vrtlarske robe te pokućstva.

- dm - Drogerie markt, trgovački lanac drogerija, odnosno trgovina kozmetike, prehrambenih, papirnatih proizvoda, igračaka itd. Koncept prodaje u Hrvatskoj zasniva na većem odnosno velikom broju malih prodavaonica.

- Emmezeta - prodaja namještaja i pokućstva.

- IKEA - IKEA je trgovački lanac koji svoju prodaju ne zasniva na većem odnosno velikom broju malih prodavaonica, jer je za prodaju namještaja i pokućstva moguć i drugi model - iznimno malog broja povelikih prodajnih centara. Podatak od 31. kolovoza 2017. glasi: IKEA Grupa ima 355 robnih kuća u 29 zemalja.[5] Tako IKEA u Hrvatskoj ima jednu robnu kuću u Rugvici, na istočnom prilazu Zagrebu.

- Müller (trgovina) - trgovački lanac drogerija, odnosno trgovina kozmetike, prehrambenih, papirnatih proizvoda, igračaka itd. Koncept prodaje u Hrvatskoj zasniva na manjem broju većih prodavaonica.

- Pevex (ranije "Pevec") - prodaja građevinske robe i opreme, vrtlarske robe, bijele tehnike te pokućstva.